# Pelican Narrows (Alberta)
Pour les articles homonymes, voir Pelican Narrows.
Pelican Narrows est un village d'été (summer village) de Bonnyville No 87, situé dans la province canadienne d'Alberta.

## Démographie
En tant que localité désignée dans le recensement de 2011, Pelican Narrows a une population de 162 habitants dans 57 de ses 62 logements, soit une variation de 14,9 % avec la population de 2006. Avec une superficie de 0,704 4 km2, le village d'été possède une densité de population de 229,983 0 hab/km2 en 2011.
Concernant le recensement de 2006, Pelican Narrows abritait 141 habitants dans 52 de ses 79 logements. Avec une superficie de 0,704 5 km2, Pelican Narrows possédait une densité de population de 200,1 hab/km2 en 2006.
| 2001 | 2006 | 2011 | 2016 |
| ---- | ---- | ---- | ---- |
| 112  | 141  | 162  | 151  |